# ニコル (ロット＝エ＝ガロンヌ県)
ニコル （Nicole）は、フランス、ヌーヴェル＝アキテーヌ地域圏、ロット＝エ＝ガロンヌ県のコミューン。

## 歴史
1303年、イングランド王エドワード1世によって建設されたバスティッドである。

## 人口統計
| 1962年 | 1968年 | 1975年 | 1982年 | 1990年 | 1999年 | 2006年 | 2015年 |
| ------ | ------ | ------ | ------ | ------ | ------ | ------ | ------ |
| 393    | 364    | 353    | 307    | 303    | 292    | 275    | 249    |

参照元:1962年から1999年までは複数コミューンに住所登録をする者の重複分を除いたもの。それ以降は当該コミューンの人口統計によるもの。1999年までEHESS/Cassini、2006年以降INSEE

## 参照
1. ↑  http://cassini.ehess.fr/cassini/fr/html/fiche.php?select_resultat=24987
2. ↑  https://www.insee.fr/fr/statistiques/3293086?geo=COM-47196
3. ↑  http://www.insee.fr